# Medvědí kašna
Medvědí kašna na Smíchově je kamenná raně barokní kašna v Praze 5-Smíchově, stojící od roku 1945 v parku na náměstí 14. října, situovaná ve východozápadní ose mezi kostelem sv. Václava a předpolím Jiráskova mostu, jižně od Národního domu a východně od Smíchovské tržnice. Kašna je dílem sochaře Jeronýma Kohla a od roku 1964 je chráněna jako kulturní památka.

## Historie
Kašnu si objednali hrabě Jan Jiří Jáchym Slavata z Chlumu a Košumberka a jeho manželka Kateřina, rozená z Montfortu, do zahrady severně od svého letohrádku. Není jisté, zda ji hrabě viděl, protože byla instalována v roce 1689, kdy zemřel. 
Slavatovská zahrada byla symetricky členěna na patnáct, přibližně čtvercových ploch s okosenými rohy, situaci kašny v křížení cest zachytilo jak mapování tereziánského katastru, tak ještě Jüttnerův plán ve stavu k roku 1812. Tehdy pozemky koupil textilní podnikatel Aaron Beer Przibram (1781–1852), který zde postavil kartounku – továrnu na potištěné bavlněné tkaniny, a nezastavěné části pozemku s kašnou sloužily jako dvůr a manipulační plochy. Po zrušení továrny byla ruina Slavatova letohrádku zbořena, pozemky rozprodány na stavební parcely a kašna rozebrána. 
Hrabě Černín za ni Przibramovu synovi údajně nabídl 4 000 zlatých, ten však zahradu roku 1894 daroval obci Smíchov, která kašnu dala postavit na náměstí Kinských před budovu Albrechtových kasáren (nyní Justiční palác), oproti původní situaci byla snížena o tři schody.
Po roce 1945 kašna musela uvolnit místo pomníku Rudé armády se sovětským tankem a byla přestěhována na současné místo, tedy blíže svému původnímu umístění. Kašna se často stává terčem vandalských poškození, naposledy byla opravena roku 2006, Neptunovi byl doplněn nový trojzubec a okolo kašny postaveny sloupky se řetězem. Kašna je funkční a v sezóně slouží jako fontána.

## Architektura a sochy

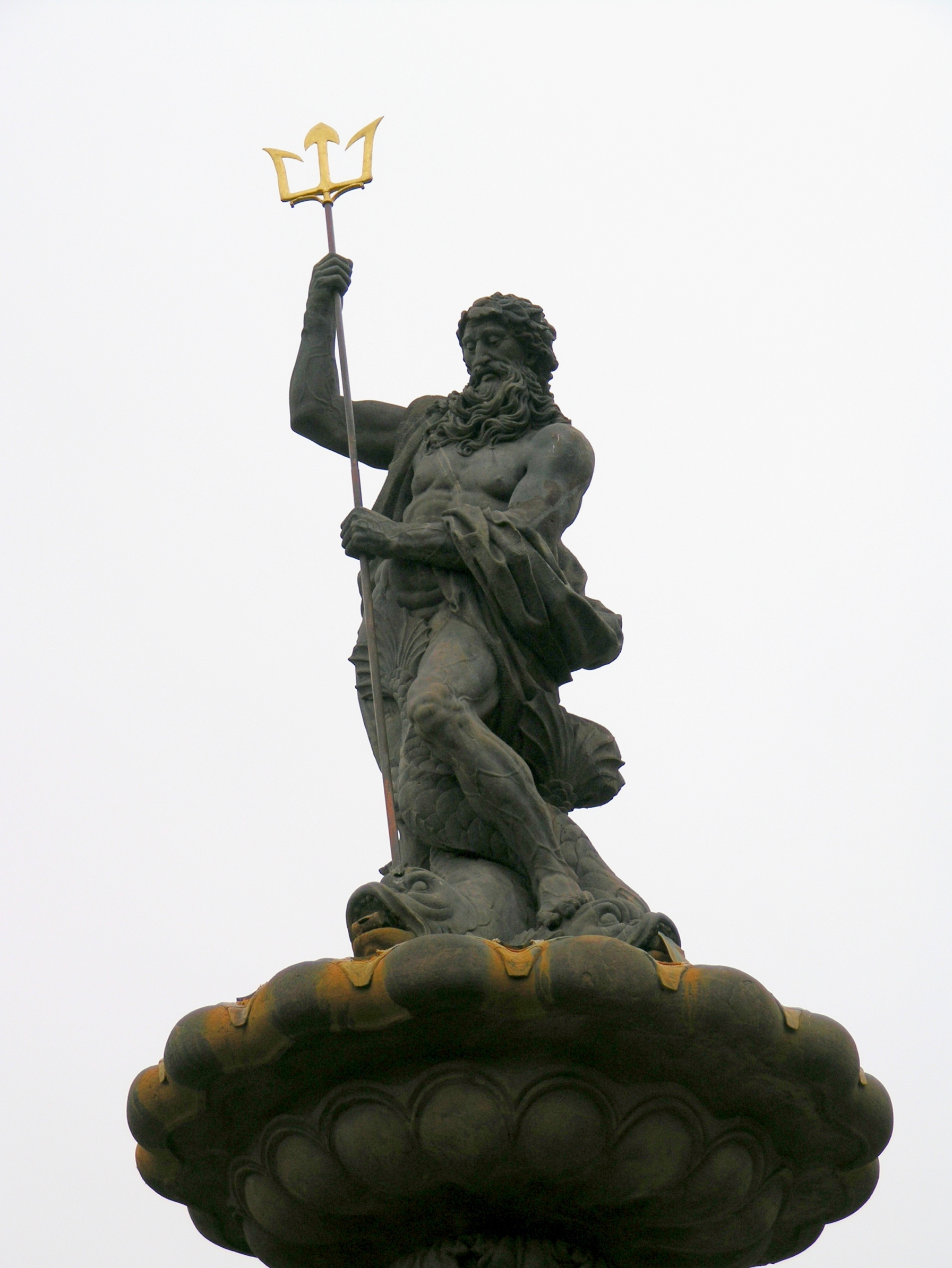
Socha Neptuna

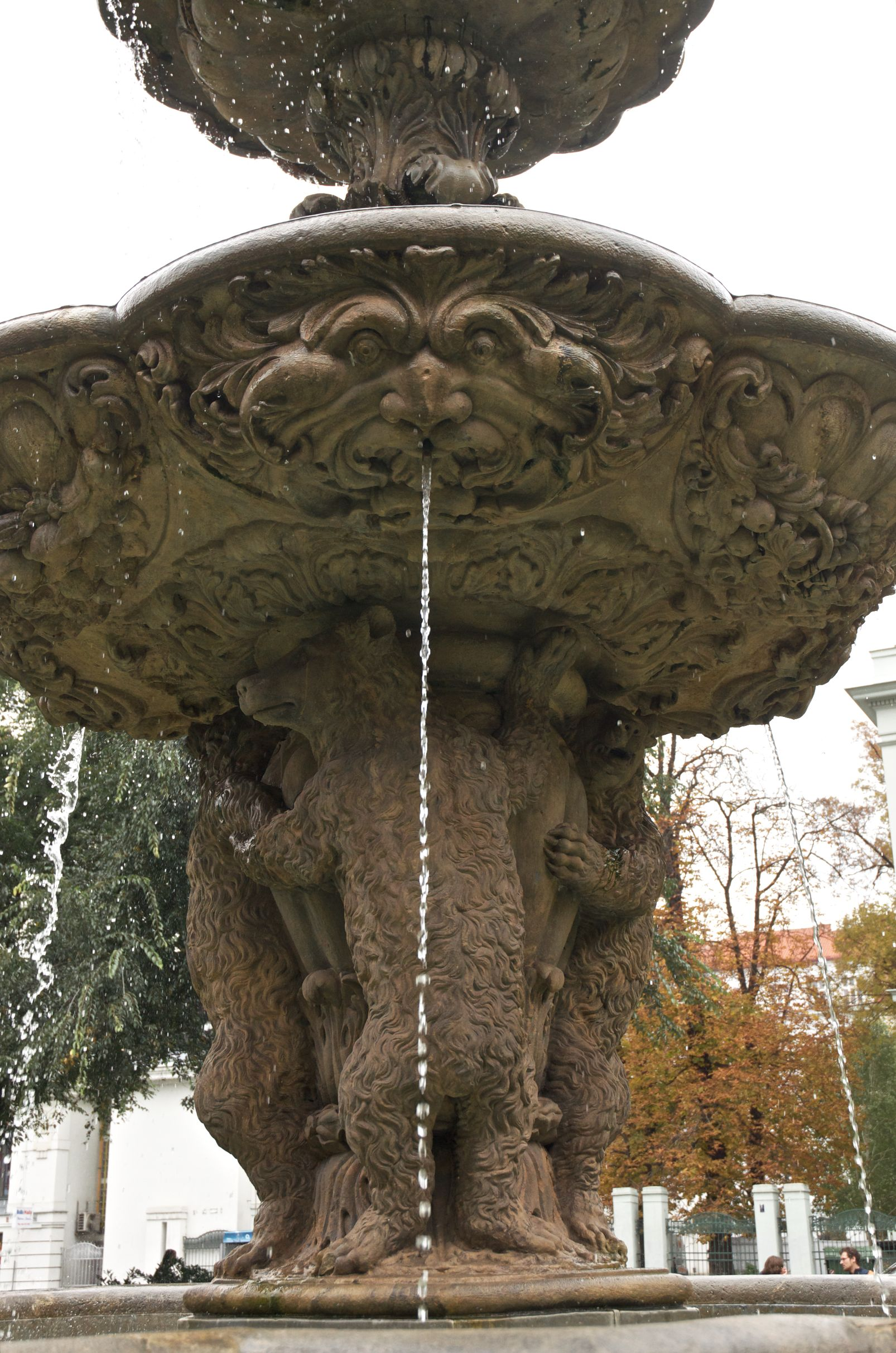
Medvědi se spodní polovinou sloupu

Trojetážové architektonické uspořádání tří nádrží osově nad sebou na středním sloupu (balustrové noze) je typické pro rané baroko a středoevropské zvyklosti. Spodní nádrž má laločnatý přibližně kruhový půdorys a zaoblenou poprseň. Kolem spodní poloviny sloupu jsou vytesány tři postavy medvědů, kteří stojí na zadních a vzájemně se drží předními tlapami. Na hlavách nesou mělkou vanu střední nádrže, na níž jsou vytesané čtyři chrliče ve tvaru maskaronů a žebrované lastury. Horní část sloupu má opět balustrový tvar a je zdobena plastickými listy. Nese nejmenší nádrž se sochou Neptuna. Neptun je zobrazen v pohybu s rozevlátou drapérií kolem paží, jedoucí na třech delfínech a opřený o trojzubec. Zepředu jeho nahotu zakrývá ocas jednoho z delfínů.
Sochařskou výzdobu provedl pražský sochař Jeroným Kohl jako svou v pořadí již třetí pražskou kašnu, do roku 1689, současně vytesal také reliéfy dvou medvědů - štítonošů Slavatova erbu na portál Slavatova letohrádku; portál byl roku 1894 přenesen do Lapidária Národního muzea. Oldřich J. Blažíček upozornil na italské předlohy sochy Neptuna, podobně jako jsou z italských předloh odvozeny sochy Kohlovy kašny na Pražském hradě. Kritizoval "medvídky zobrazené s řezbářskou naivitou." Kašna je vytesána z poměrně měkkého hořického pískovce, místy již značně zvětralého. Její velikost je oproti Kohlově kašně z Pražského hradu jen dvoutřetinová.